# Mitsubishi 2MR
Mitsubishi 2MR (яп. 一〇式艦上偵察機) — серійний палубний літак-розвідник Імперського флоту Японії 20-х років 20 століття.

## Історія створення
На початку 1920-х років Імперський флот Японії почав розвивати свою програму побудови авіаносного флоту. Розробка палубних літаків була доручена фірмі Mitsubishi. Керівництво фірми запросило на свій новий авіабудівний завод групу з семи конструкторів фірми «Sopwith» під керівництвом провідного інженера Герберта Сміта (англ. Herbert Smith). Конструкторам була поставлена задача розробки всієї номенклатури літаків для розміщення на авіаносцях: винищувач, торпедоносець, розвідник.
Літаки розроблялись практично паралельно, і технічні рішення, закладені в проект винищувача, часто автоматично переносились в проект розвідника.
На відміну від винищувача Mitsubishi 1MF, розвідник Mitsubishi 2MR був двомісним та мав більші габарити. Розмах крил збільшився на 3 метри, довжина - на метр. Але при цьому маса збільшилась не дуже сильно, тому було вирішено застосувати той самий двигун - Mitsubishi Hi V-8 (ліцензійний варіант двигуна «Hispano-Suiza-8» фірми Hispano-Suiza)
Конструктивно 2MR був суцільнодерев'яним біпланом з полотняною обшивкою. В носовій частині розташовувався двигун, зверху якого були встановлені два 7,7-мм кулемети «Vickers-E». У відкритій задній кабіні стрільця-спостерігача розміщувались два спарені 7,7-мм кулемети на турелі. Крім того, під крило та фюзеляж можна було підвішувати три 30-кг бомби.
Перший прототип піднявся у повітря 12 січня 1922 року. Він мав радіатор автомобільного типу, тупий ніс та кіль, характерний для літаків фірми «Sopwith».
Випробування пройшли успішно і літак був прийнятий на озброєння під назвою «морський розвідувальний літак Тип 10 Модель 1» (2MR1). 
У квітні 1923 року почались випробування літака на борту авіаносця «Хошо», які також пройшли успішно.
Незабаром з'явився новий удосконалений варіант 2MR2, або «Тип 10 Модель 2», який мав новий округлий ніс та радіатор «Lamblin» під нижнім крилом, а також перероблену конструкцію вертикального оперення. Кабіна пілота була зміщена вперед під верхнє крило.
Версія 2MR3 мала перероблений кіль та змінений радіатор.
Основний, найбільш масовий варіант 2MR4 також був останньою бойовою моделлю. В неї були заокруглені кінцівки крил, збільшена площа крил, місце пілота було зсунуте назад, як у першій версії.
У 1928 році розвідники 2M отримали нове позначення відповідно до нової системи класифікації, введеної флотом:  С1M - 1; -2; -3; -4  відповідно до моделі.
Крім того, на базі 2MR було розроблено декілька типів навчальних літаків, літаки-розвідники для ВПС Імперської армії Японії 2MR7 та Mitsubishi 2MR8, а також торпедоносець Mitsubishi B2M.

## Тактико-технічні характеристики (2MR)

### Технічні характеристики
- Екіпаж: 2 чоловік
- Довжина: 7,93 м
- Розмах крил: 12,04 м
- Площа крил: 37,7 м²
- Маса порожнього: 980 кг
- Маса спорядженого: 1 320 кг
- Двигуни: Mitsubishi Hi V-8
- Потужність: 300 к. с.

### Льотні характеристики
- Максимальна швидкість: 204 км/г
- Тривалість польоту: 3 г 30 хв

### Озброєння
- Кулеметне:
  - 2× 7,7 мм стаціонарні кулемети (вогонь вперед)
  - 2× 7,7 мм кулемети на турелях
- Бомбове: 3 х 30 кг бомб

## Модифікації
- 2MR1 - початкова версія; радіатор автомобільного типу; флотське позначення «Тип 10 Модель 1»
- 2MR2 - радіатор Lamblin, кабіна пілота зміщена вперед; флотське позначення «Тип 10 Модель 2»
- 2MR3 - збільшена площа крил
- 2MR4 - фінальна версія; заокруглені закрилки; кабіна пілота зміщена назад
- Karigane - покращена версія прототипу розвідника, призначена як для флоту, так і для армії (1 екз.)
- 2MRT1 - проміжна навчальна версія 2MR1
- 2MRT1A - проміжна навчальна версія, змінений кіль
- 2MRT2 - проміжна навчальна версія 2MR2
- 2MRT2A - навчальний варіант 2MR3
- 2MRT3 - проміжна навчальна версія; радіатор розміщений під крилами
- 2MRT3A - фінальна навчальна версія
- R-1.2 Trainer - цивільний навчальний варіант літака 2MR1
- R-2.2 Trainer - цивільний навчальний варіант літака 2MR2
- Mitsubishi R-4 - перероблений варіант 2MR4 для цивільного використання з закритою кабіною (2 екз. перероблені)
- 2MR7 - армійський розвідник ближнього радіуса дії
- 2MR8 - армійський розвідник-моноплан (не пов'язаний з біпланом 2MR)

## Історія використання
Розвідники Mitsubishi 2MR активно використовувались у другій половині 20-х років 20 століття, входячи до складу авіагруп авіаносців «Хошо», «Акаґі», «Каґа» та «Рюдзьо». 
Всього було збудовано 159 літаків. Зазвичай у складі авіагрупи було 3-4 розвідники 2MR. У 1932 році 2MR почали поступово виводитись зі складу палубних авіагруп, але частина з них взяла участь у бойових діях під час «Шанхайського інциденту» у 1932 році (збройного конфлікту між Японією та Китаєм).
Після виведення з бойових частин літаки 2MR часто використовувались як навчальні. На початку 30-х років конструкція цієї вдалої машини стала базою для розробки нового покоління бойових літаків.